# Zámek Kapetanovo

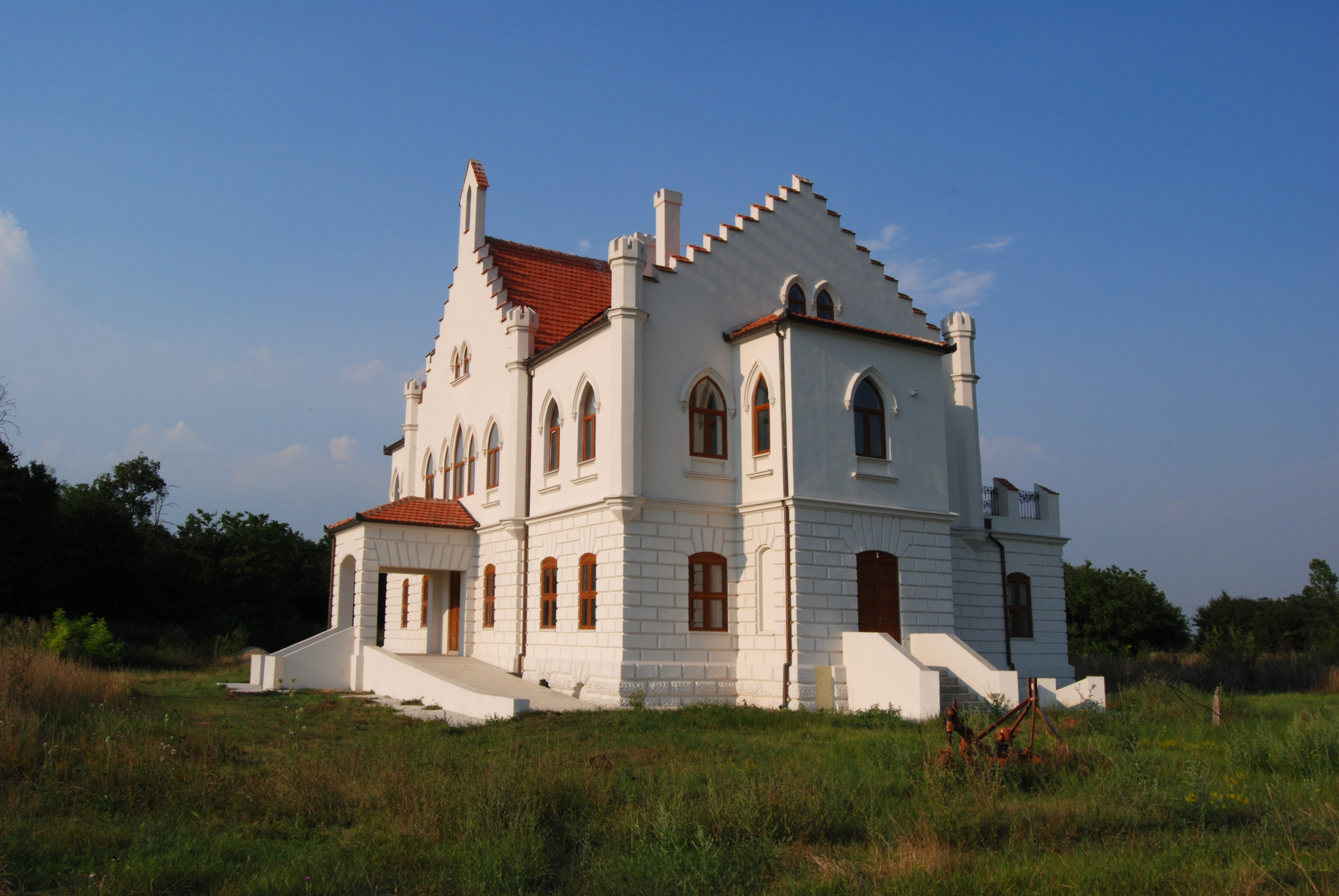
Zámek v roce 2008.

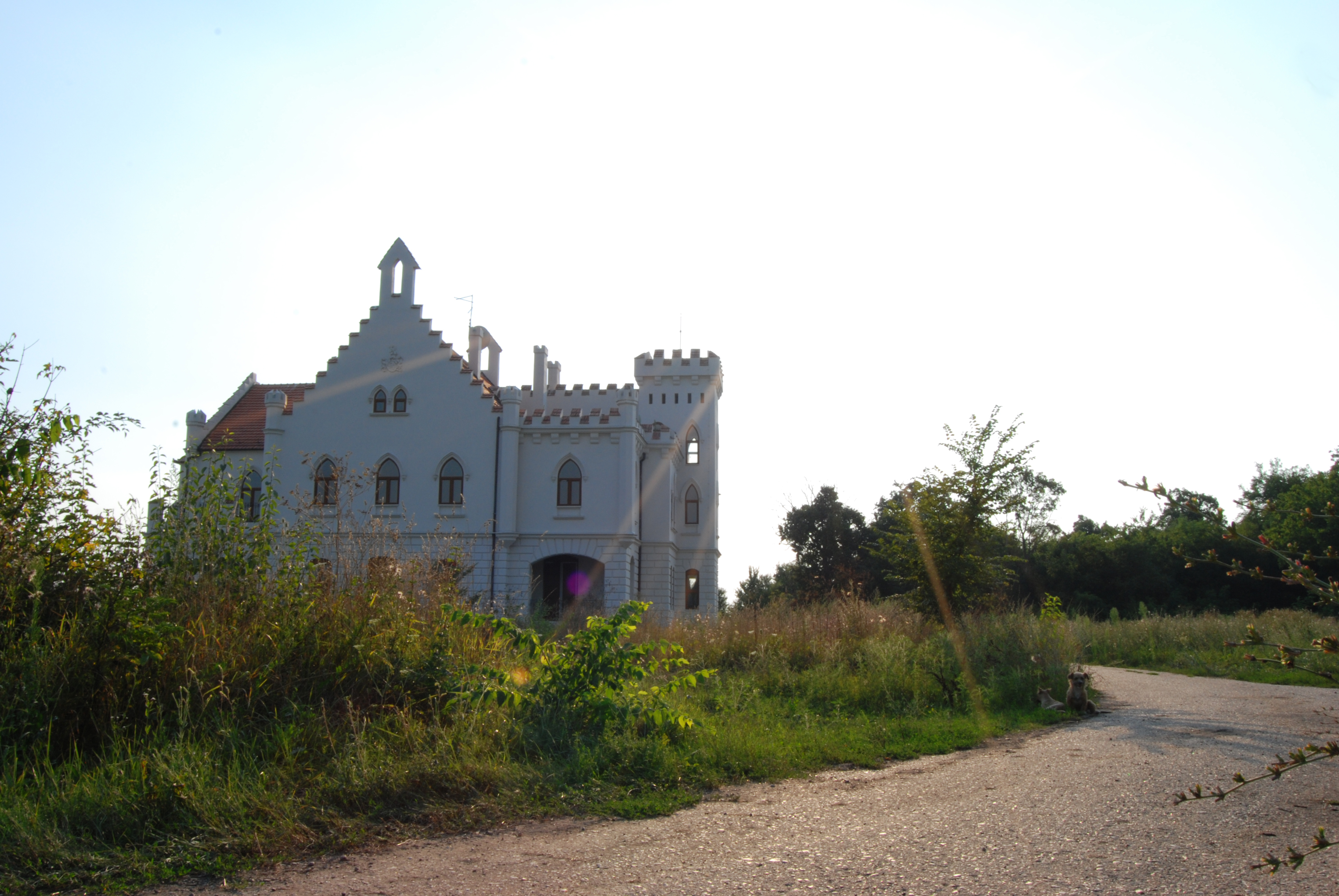
Příjezdová cesta k zámku.

Zámek Kapetanovo (srbsky Дворац Капетаново/Dvorac Kapetanovo, maďarsky Kapetanovo kastély) je zámek v srbské Vojvodině, v regionu Banátu u hranice s Rumunskem. Zámek se nachází blízko vesnice Stari Lec. Od roku 1991 je stavba kulturní památkou.

## Historie
Zámek si nechal jako svoji rezidenci zbudovat tehdejší župan Botka Béla v roce 1904. V dobách největší slávy a rozvoje Uher byl historizující sloh velice populární, a proto zámek Kapetanovo vznikl v novogotickém slohu odkazujícím na středověké polské paláce. Okolo zámku se nacházela rozsáhlá zahrada s fontánou.
Za vhodnou lokalitu si Botka vybral volný prostor u silnice mezi městy Zrenjanin (na začátku 20. století známého pod názvem Veliki Bečkerek/Nagybecskerek), u vesnice Stari Lec. Zámek po původním maďarském majiteli, který jej kvůli nedostatku peněz v 30. letech prodal, koupil v roce 1938 bohatý obchodník Franc Maj. Učinil tak pro svoji dceru, která se později provdala za Milana Kapetanova. Ten zámek vlastnil až do konce druhé světové války a jeho jméno také celý objekt i získal. Po skončení války přišli v Jugoslávii k moci komunisté, kteří vydali dekrety o znárodňování majetku. Tím Kapetanova rodina o zámek přišla.
V prvním desetiletí 21. století byl zámek převeden opět do soukromého vlastnictví, zrekonstruován a dnes slouží jako hotel. Vzhledem k tomu, že stavba je vedena jako kulturní památka velkého významu, byla rekonstrukce provedena s důkladným přihlédnutím k původnímu vzhledu a původní podobě zámku.